# Chrysochloris
Chrysochloris (Carpitalpa arendsi) è un genere di Crisocloridi diffuso in Africa meridionale; consta di due sottogeneri e tre specie.
- Sottogenere Chrysochloris
  - Chrysochloris asiatica - Talpa dorata del Capo
  - Chrysochloris visagiei - Talpa dorata di Visagie
- Sottogenere Kilimatalpa
  - Chrysochloris stuhlmanni - Talpa dorata di Stuhlmann